# Истомин, Сергей (музыкант)
Сергей Николаевич Истомин (также известен как Сергей Николаевич Хохлов) —  российский музыкант (виолончель, виола да гамба).

## Биография
Сергей Истомин родился в 1959 году. В возрасте 6 лет начал обучение на виолончели в школе им. Гнесиных в классе В. М. Бириной, а затем поступил в Московскую консерваторию имени П. И. Чайковского в класс профессора В. Я. Фейгина. Продолжил обучение у Катарины Майнц по классу виола да гамба в аспирантуре Оберлинской консерватории (штат Огайо, США) и у Августа Венцингера в Оберлинском Институте барочного исполнительского искусства.
Сергей Истомин регулярно сотрудничает со многими известными и прославленными музыкантами и ансамблями. Выступает в качестве концертмейстера группы виолончелей симфонического оркестра «Anima Eterna» (Бельгия). Также участвует во многих музыкальных проектах: дуэты с пианистами Вивианой Софроницкой, Йосом ван Иммерселом, Клер Шевалье Архивная копия от 7 февраля 2011 на Wayback Machine; трио с Мидори Зайлер и Йосом ван Иммерселом; Tafelmusik Baroque Orchestra и др.
Сергей Истомин является постоянным участником многих музыкальных фестивалей не только в России, но и по всему миру. Он принимал участие в таких фестивалях, как Фестиваль барочной оперы в Боне, La Folle Journée, Festival van Vlaanderen, Festival Saint-Riquier, Alden Biesen, MAfestival в Брюгге, Festival de Wallonie, Festival Oude Muziek Utrecht, Bachfest Leipzig, Lockenhaus Chamber Music Festival, Schleswig-Holstein Musik Festival и Sopron.
Репертуар Сергея Истомина включает в себя музыкальные произведения эпохи барокко, классицизма, романтизма, а также современных композиторов.

## Дискография
- Fryderyc Chopin: Complete works for cello and piano Sergei Istomin & Viviana Sofronitsky, Passacaille
- Joseph Haydn: «Cello concertos» With Apollo Ensemble | David Rabinovich Passacaille Musica Vera
- Felix Mendelssohn: «Complete works for cello and fortepiano» With Viviana Sofronitsky (fortepiano) Passacaille Musica Vera 947
- Virtuoso Solos for Viola da Gamba (Abel, Schenk, Telemann) Analekta, fleurs de lys FL 2 3144
- J. S. Bach: Six Suites a Violoncello Solo senza Basso Analekta, fleurs de lys FL 2 3114 — 5
- Franz Liszt: Pièces Tardives Zig-Zag Territoires / Harmonia Mundi ZZT 040902
- J. S. Bach: Notenbüchlein für Anna Magdalena Bach extraits / a selection Analekta, AN 2 8251
- C.P.E. Bach: Trio Sonatas Music at the Court of Frederick the Great Musique à la cour de Frédéric le Grand CBC Records, MVCD 1117
- Clérambault Les Coucous Bénévoles CBC Records, Musica Viva MVCD 1152
- Gardens of Versailles Les Coucous Benevoles Artifact Music
- «An Hour with C.P.E. Bach» Music and Arts Programs of America CD — 1037